# لورا سادلر
لورا سادلر (بالإنجليزية: Laura Sadler)‏ هي ممثلة بريطانية، ولدت في 25 ديسمبر 1980 في أسكوت في المملكة المتحدة، وتوفيت في 19 يونيو 2003 في Charing Cross Hospital ‏ في المملكة المتحدة.

## وصلات خارجية
- لورا سادلر على موقع IMDb (الإنجليزية)
- لورا سادلر على موقع ألو سيني (الفرنسية)
- لورا سادلر على موقع أول موفي (الإنجليزية)
- لورا سادلر على موقع قاعدة بيانات الأفلام السويدية (السويدية)
- لورا سادلر على موقع قاعدة بيانات الفيلم (الإنجليزية)
- لورا سادلر على موقع كينوبويسك (الروسية)